# Owenodon
Owenodon – rodzaj ornitopoda żyjącego we wczesnej kredzie na obecnych terenach Europy. Holotypem jest niemal kompletna prawa kość zębowa z większością zębów zachowanych in situ (NHM R2998), pochodząca z datowanych na środkowy barrem osadów formacji Purbeck Limestone w Dorset. Okaz ten został po raz pierwszy opisany przez Richarda Owena, który nadał mu nazwę Iguanodon hoggii. Kość uległa uszkodzeniu podczas początkowej preparacji, jednak w 1975 udało się oddzielić ją od otaczającej skały. W 2002 roku David B. Norman i Paul Barrett przypisali I. hoggii do rodzaju Camptosaurus, jednak zostało to zakwestionowane przez niektórych autorów. W 2009 roku Peter Galton dla tego gatunku utworzył nową nazwę rodzajową – Owenodon. Galton sugeruje, że Owenodon jest ornitopodem bardziej zaawansowanym niż Camptosaurus, lecz bardziej bazalnym niż Lurdusaurus. Paleontolog spekulował, że ze względu na zaawansowane cechy uzębienia mógłby być wstępnie przypisany do kladu Styracosterna.